# 김진원 (드러머)
김진원(1970년 2월 23일 ~ )은 대한민국의 음악가이다.

## 삶
1970년 2월 23일 속초에서 태어났다. 1995년 윤도현의 1집 음반에 드럼 세션맨으로 참가했다가 윤도현 밴드의 드럼 연주자가 되었다. 2004년 봄 런던의 유명한 드럼 전문학교인 드럼테크에 다녔다. 별명은 연습벌레이다.
현재 Pearl Drums, SilverFox Sticks, Zildjian Cymbals의 엔도져이다. 다음은 김진원과 관련된 YB의 노래가사 중 일부분이다.
| “ | 또 진원이형 설악의 정기 맑게 흐르는 바다가 있는 속초 밤바다의 오징어 배 뱃사람은 아니지만 막노동판 쌈짓돈으로 오남매를 뼈 빠지게 키워주신 부모님 슬하에서 과일배달 그 배달의 기수는 시인을 만나 소주 한잔에 바다를 두드렸지 | ” |
|   | — YB 6집 수록곡 〈YB 스토리〉에서 |   |

## 방송
- MBN 《바다가 들린다》 (2019년)